# 王耀花
王耀花（？—？），女，回族，宁夏人，中华人民共和国政治人物，曾任西吉县红套大队党支部书记，第四、五届全国人大代表、常委会委员。